# Baganda
I Baganda o Ganda sono il più numeroso gruppo etnico dell'Uganda, dove rappresentavano il 16,5% della popolazione al censimento del 2014 e dove rappresentano l'etnia dominante del regno tradizionale del Buganda. 
A volte descritti come "il popolo del re" a causa dell'importanza del re, o Kabaka, nella loro società, sono tradizionalmente suddivisi in 52 clan (sebbene da un sondaggio del 1993 solo 46 siano ufficialmente riconosciuti). I Ganda contavano circa 5,56 milioni di persone in Uganda nel 2014., cifra che salirebbe a 8,8 milioni secondo una stima del 2025. Inoltre, esiste una significativa diaspora all'estero, con comunità organizzate in Canada, Sudafrica, Svezia, Regno Unito e Stati Uniti d'America.
Parlano una lingua bantu chiamata luganda, e secondo il censimento del 2002, il 42,7% dei Baganda era cattolico, il 27,4% anglicano (Chiesa dell'Uganda), il 23% musulmano e il 4,3% pentecostale.